# 1689年权利法案
《权利法案》（英語：Bill of Rights 1689），詳題《国民权利与自由和王位继承宣言》（An Act Declaring the Rights and Liberties of the Subject and Settling the Succession of the Crown），是英国政治性法律中重要的一部法令，由威廉三世于1689年12月16日签署。在光荣革命後，威廉三世获宣布登基成为英格兰国王，前提就是必须接受由國會所提出的这部《权利法案》。

## 主要内容
英国人民拥有不可被剥夺的民事与政治权利，包括：
- 国王不得干涉法律；
- 和平时期未经议会同意国王不得维持常备军；
- 非經议会同意，国王不得徵税;
- 人民有向国王请愿的权利；
- 人民有配带武器以用以自卫的权利；
- 人民有选举议会议员的权利；
- 国王不得干涉议会的言論自由；
- 人民有不遭受残酷与非常惩罚的自由；
- 人民有在未审判的情况下不被课罰金的自由；
- 国王必须定期召开议会；
- 國王的一些行为已经违反上述约定，因此被认为是非法的；
- 因“光荣革命”而逃离英国的詹姆斯二世被宣布退位；
- 天主教徒不具有繼承王位的資格；
- 威廉与玛丽是國王的继承人。

## 意义与影响
1689年的权利法案使英國確立了一個穩定的政治制度，令英國超越法国成為歐洲第一大強國，享有「日不落帝国」之名，而法國則在經歷法國大革命後，政治持續動盪，又受宗教問題困擾，使法國喪失在歐洲的領導地位，直至1870年成立共和國，政治制度才穩定下來。
1701年英国议会又通过了《1701年嗣位法令》，作為《权利法案》的补充，这两部法案确立了“議會至上”原则，其中后者标志着君主立宪制基本确立，议会成为国家的最高权力机关。对王权的限制和对公民权利保障的不断加强，使得英国成为近代第一个君主立憲的国家。
《权利法案》是英国历史上自《大憲章》以来最重要的一部法案。它既是英国宪法的重要组成部分，也被认为是美国宪法的前身。